# エドワード・グリーン
エドワード・グリーン（Edward Green）は、イギリス・ノーザンプトンに本拠を置く靴メーカーである。1890年創業。
機械製ながら少量生産・品質重視の経営指針を打ち出しており、パッケージにもこのことが表記されている。アッパーの色に茶を用いたり、製品購入時から何年も履き込んでいるような風合いを出すアンティーク加工を施すなどして、他の英国靴のメーカーと一線を画した製品を生産。
かつてはメーカーとして黒子に徹していたため、自社商品だけではなく、他ブランドの靴も多く生産していた。
日本での輸入代理店はリデア。